# Jack Overfield
Jack "Jackie" Overfield, född 14 maj 1932 i Leeds, England, död 29 december 2022, var en engelsk professionell fotbollsspelare. 
Overfield startade sin professionella fotbollskarriär i Leeds United där var han en framgångsrik vänsterytter och  spelade totalt 163 matcher och gjorde 20 mål, varav 159 ligamatcher och 20 ligamål mellan 1953 och 1960. Han fortsatte karriären i Sunderland, Peterborough United och Bradford City fram till han drog sig tillbaks från fotbollen 1965.